# Barleria kaloxytona
Barleria kaloxytona är en akantusväxtart som beskrevs av Gustav Lindau. Barleria kaloxytona ingår i släktet Barleria och familjen akantusväxter. Inga underarter finns listade i Catalogue of Life.